# Сапунгірський (роз'їзд)
Сапунгірський — роз'їзд Кримської дирекції Придніпровської залізниці на неелектрифікованій лінії Інкерман I — Комишева Бухта. Розташований у Балаклавському районі Севастополя.

## Історія
Роз'їзд відкритий 1972 року на ділянці Інкерман II — Комишева Бухта. Назву отримав за розташуванням неподалік Сапун-гори.

## Загальна характеристика
На роз'їзді здійснюються схрещування вантажних потягів, що прямують між станціями Севастополь-Вантажний та Комишева Бухта.